# Џудеа Перл
Џудеа Перл (енгл. Judea Pearl; Тел Авив, 4. септембар 1936) је израелско-амерички научник из области рачунарства и филозоф који је 2011. године добио Тјурингову награду.